# Mistrzostwa Świata Sezonu 2 w League of Legends
Mistrzostwa Świata Sezonu 2 w League of Legends – druga edycja e-sportowych Mistrzostw Świata w League of Legends, która odbyła się w Stanach Zjednoczonych.
Drużyna Taipei Assassins pokonała 3:1, koreańską drużynę Azubu Frost. Było to pierwsze zwycięstwo drużyny Taipei Assassins oraz pierwsze dla Tajwanu.

## Zakwalifikowane drużyny
W mistrzostwach wzięło udział 12 drużyn z 6 najważniejszych regionów.
| Region                   | Drużyna                  | ID                       |
| Start w fazie pucharowej | Start w fazie pucharowej | Start w fazie pucharowej |
| ------------------------ | ------------------------ | ------------------------ |
| Chiny                    | Team WE                  | WE                       |
| Europa                   | Moscow Five              | M5                       |
| Ameryka Północna         | Team SoloMid             | TSM                      |
| Tajwan, Hong Kong, Makau | Taipei Assassins         | TPA                      |
| Start w fazie Grupowej   |                          |                          |
| Korea Południowa         | Azubu Frost              | AZF                      |
| Korea Południowa         | NaJin Sword              | NJS                      |
| Chiny                    | Invictus Gaming          | IG                       |
| Europa                   | SK Gaming                | SK                       |
| Europa                   | CLG Europe               | CLG.EU                   |
| Ameryka Północna         | Team Dignitas            | DIG                      |
| Ameryka Północna         | CLG Prime                | CLG.NA                   |
| Azja Południowa          | Saigon Jokers            | SAJ                      |

## Faza grupowa
W fazie grupowej wystąpiło 8 drużyn, które zostały podzielone na 2 grupy. Drużyny zagrały systemem każdy z każdym do 1 wygranej mapy. 2 najlepsze drużyny każdej grupy awansowały do fazy pucharowej, gdzie czekały już cztery drużyny zakwalifikowane na kwalifikacjach regionalnych. 

### Grupa A
| Drużyna         | W | P |
| --------------- | - | - |
| Azubu Frost     | 3 | 0 |
| Invictus Gaming | 2 | 1 |
| CLG Prime       | 1 | 2 |
| SK Gaming       | 0 | 3 |

### Grupa B
| Drużyna       | W | P |
| ------------- | - | - |
| NaJin Sword   | 3 | 0 |
| CLG Europe    | 2 | 1 |
| Saigon Jokers | 1 | 2 |
| Team Dignitas | 0 | 3 |

## Faza Pucharowa
|  |                                    |                  |                                    |                                    |   |                  |                                    |          |  |  |       |       |       |
|  | Ćwierćfinał                        | Ćwierćfinał      | Ćwierćfinał                        |                                    |   | Półfinał         | Półfinał                           | Półfinał |  |  | Finał | Finał | Finał |
|  | Ćwierćfinał                        | Ćwierćfinał      | Ćwierćfinał                        |                                    |   | Półfinał         | Półfinał                           | Półfinał |  |  | Finał | Finał | Finał |
|  | 5 października 2012 - Los Angeles  |                  |                                    |                                    |   |                  |                                    |          |  |  |       |       |       |
|  |                                    |                  |                                    |                                    |   |                  |                                    |          |  |  |       |       |       |
|  | Moscow Five                        | Moscow Five      | 2                                  |                                    |   |                  |                                    |          |  |  |       |       |       |
|  | Moscow Five                        | Moscow Five      | 2                                  | 11 października 2012 - Los Angeles |   |                  |                                    |          |  |  |       |       |       |
|  | Invictus Gaming                    | Invictus Gaming  | 0                                  |                                    |   |                  |                                    |          |  |  |       |       |       |
|  | Invictus Gaming                    | Invictus Gaming  | 0                                  |                                    |   | Moscow Five      | Moscow Five                        | 1        |  |  |       |       |       |
|  | 5 października 2012 - Los Angeles  |                  |                                    |                                    |   | Moscow Five      | Moscow Five                        | 1        |  |  |       |       |       |
|  |                                    |                  | Taipei Assassins                   | Taipei Assassins                   | 2 |                  |                                    |          |  |  |       |       |       |
|  | Taipei Assassins                   | Taipei Assassins | Taipei Assassins                   | Taipei Assassins                   | 2 | 2                |                                    |          |  |  |       |       |       |
|  | Taipei Assassins                   | Taipei Assassins |                                    |                                    |   | 2                | 14 października 2012 - Los Angeles |          |  |  |       |       |       |
|  | NaJin Sword                        | NaJin Sword      | 0                                  |                                    |   |                  |                                    |          |  |  |       |       |       |
|  | NaJin Sword                        | NaJin Sword      | 0                                  |                                    |   | Taipei Assassins | Taipei Assassins                   | 3        |  |  |       |       |       |
|  | 6 października 2012 - Los Angeles  |                  |                                    |                                    |   | Taipei Assassins | Taipei Assassins                   | 3        |  |  |       |       |       |
|  |                                    |                  | Azubu Frost                        | Azubu Frost                        | 1 |                  |                                    |          |  |  |       |       |       |
|  | Team SoloMid                       | Team SoloMid     | Azubu Frost                        | Azubu Frost                        | 1 | 0                |                                    |          |  |  |       |       |       |
|  | Team SoloMid                       | Team SoloMid     | 11 października 2012 – Los Angeles |                                    |   | 0                |                                    |          |  |  |       |       |       |
|  | Azubu Frost                        | Azubu Frost      | 2                                  |                                    |   |                  |                                    |          |  |  |       |       |       |
|  | Azubu Frost                        | Azubu Frost      | 2                                  |                                    |   | Azubu Frost      | Azubu Frost                        | 2        |  |  |       |       |       |
|  | 11 października 2012 - Los Angeles |                  |                                    |                                    |   | Azubu Frost      | Azubu Frost                        | 2        |  |  |       |       |       |
|  |                                    |                  | CLG Europe                         | CLG Europe                         | 1 |                  |                                    |          |  |  |       |       |       |
|  | Team WE                            | Team WE          | CLG Europe                         | CLG Europe                         | 1 | 1                |                                    |          |  |  |       |       |       |
|  | Team WE                            | Team WE          |                                    |                                    |   |                  |                                    |          |  |  |       |       |       |
|  | CLG Europe                         | CLG Europe       | 2                                  |                                    |   |                  |                                    |          |  |  |       |       |       |
|  | CLG Europe                         | CLG Europe       | 2                                  |                                    |   |                  |                                    |          |  |  |       |       |       |

Źródło. Najlepsza czwórka:
| Miejsce | Zespół           | Gracze                     | Gracze                           | Gracze                         | Gracze                       | Gracze                        | Nagrody pieniężne |
| Miejsce | Zespół           | Top                        | Dżungla                          | Środek                         | ADC                          | Wsparcie                      | Nagrody pieniężne |
| ------- | ---------------- | -------------------------- | -------------------------------- | ------------------------------ | ---------------------------- | ----------------------------- | ----------------- |
| 1       | Taipei Assassins | Stanley (Wang June-tsan)   | Lilballz (Alex Sung Kuan-po)     | Toyz (Kurtis Lau Wai Kin)      | bebe (Cheng Bo-wei)          | MiSTakE (Chen Hui-chung)      | 1,000,000 $       |
| 2       | Azubu Frost      | Shy (Park Sang-myeon)      | CloudTemplar (Lee Hyun-woo)      | RapidStar (Jung Min-sung)      | Woong (Jang Gun-woong)       | MadLife (Hong Min-gi)         | 250,000 $         |
| 3-4     | CLG Europe       | Wickd (Mike Petersen)      | Snoopeh (Stephen Ellis)          | Froggen (Henrik Hansen)        | yellowpete (Peter Wüppen)    | Krepo (Mitch Voorspoels)      | 150,000 $         |
| 3-4     | Moscow Five      | Darien (Jewgienij Mazajew) | Diamondprox (Danił Rieszetnikow) | Alex Ich (Aleksiej Iczetowkin) | Genja (Jewgienij Andriuszyn) | GoSu Pepper (Eduard Abgarian) | 150,000 $         |

## Nagrody
Członkowie zwycięskiej drużyny podnieśli Puchar Przywoływacza, zdobywając tytuł Mistrzów Świata League of Legends 2012. Oprócz tego zdobyli nagrodę pieniężną w wysokości 1 miliona dolarów. 